# Helgolandski zaljev
Helgolandski zaljev (njemački: Helgoländer Bucht, engleski: Heligoland Bight) je južni dio Njemačkog zaljeva, bivajući sam zaljevom Sjevernog mora, smještenog na ušću rijeke Labe. 
Ime je dobio po otoku Helgolandu.
Poznat je u povijesti kao poprište Helgolandske bitke.